# ¿Y cómo es él? (película)
¿Y cómo es él? es una película mexicana de comedia romántica dirigida por el cineasta argentino Ariel Winograd y escrita por Paul Fruchbom, adaptación del largometraje coreano Driving with my Wife's Lover. El título de la película está inspirado en la canción del mismo nombre interpretada por José Luis Perales. Su estreno estaba programado para el 3 de abril de 2020 en México, pero se pospuso debido a la pandemia de COVID-19. Está protagonizada por Zuria Vega, Mauricio Ochmann y Omar Chaparro. La película se estrenó el 22 de abril de 2022.

## Trama
Tomás, un hombre de modales suaves, va a Puerto Vallarta para confrontar al taxista que tiene una aventura con su esposa, solo para terminar conduciendo de regreso a la Ciudad de México con él. En el transcurso de un viaje de larga distancia lleno de acontecimientos, se desarrolla un extraño vínculo entre ellos. 

## Reparto
- Zuria Vega como Marcia
- Mauricio Ochmann como Tomás
- Omar Chaparro como Jero
- Miguel Rodarte como Juan Pablo
- Mauricio Barrientos como Lucas
- Consuelo Duval

## Exhibición
La película tuvo en 2022 una recaudación total superior a 4,6 millones de dólares estadounidenses. 
La MPAA le otorgó la calificación "PG-13" por incluir contenido sexual, "lenguaje" y "algo de violencia".